# Lago di Valvestino
Der Lago di Valvestino ist ein künstlicher fjordartiger Stausee mit einer 124 m hohen Staumauer in der norditalienischen Region Lombardei in der Provinz Brescia wenige Kilometer Luftlinie westlich des Gardasees.
Das Valvestino-Tal wird auch Vesta-Tal genannt. Der Monte Palotto (1369 m) und der Mte. Fassane (1188 m) begrenzen den See im Norden, im Süden sind es die Berge Mte. Pracalvis (1164 m), Mte. Alberelli (1166 m) und Mte. Albereletti (844 m). Der See liegt im Herzen des Naturschutzgebietes Gardesana Occidentale, die Landschaft ist urwüchsig und unberührt, dichte Wälder bieten Schutz für seltene Tiere. In den wilden Seitentälern findet man (nur zu Fuß oder per Boot zu erreichen) viele Höhlen. 
Die Staumauer in Ponte Pola, im Jahr 1962 fertiggestellt, kann 52 Mio. m³ Wasser eindämmen und hat eine Scheitellänge von 283 m. Der See liegt abgeschieden und ist touristisch noch wenig erschlossen, da er nur über einen schmalen Bergpass von Gargnano beziehungsweise von Idro am gleichnamigen See zu erreichen ist. Es gibt keine größeren Orte am Lago di Valvestino. Die kurvenreiche Bergstraße gilt als Lieblingsstrecke von Motorradfahrern.
Der See speist ein Elektrizitätswerk in San Giacomo in der Gemeinde Gargnano, das in 70 m Höhe über dem Gardasee in einer Höhle eingebaut ist. Die Leistung des Pumpspeicherwerks beträgt 137 Megawatt, die mittlere Jahresproduktion liegt bei 80 Gigawattstunden. Das ist der Stromverbrauch von ca. 30.000 ansässigen Familienhaushalten.

## Bildergalerie

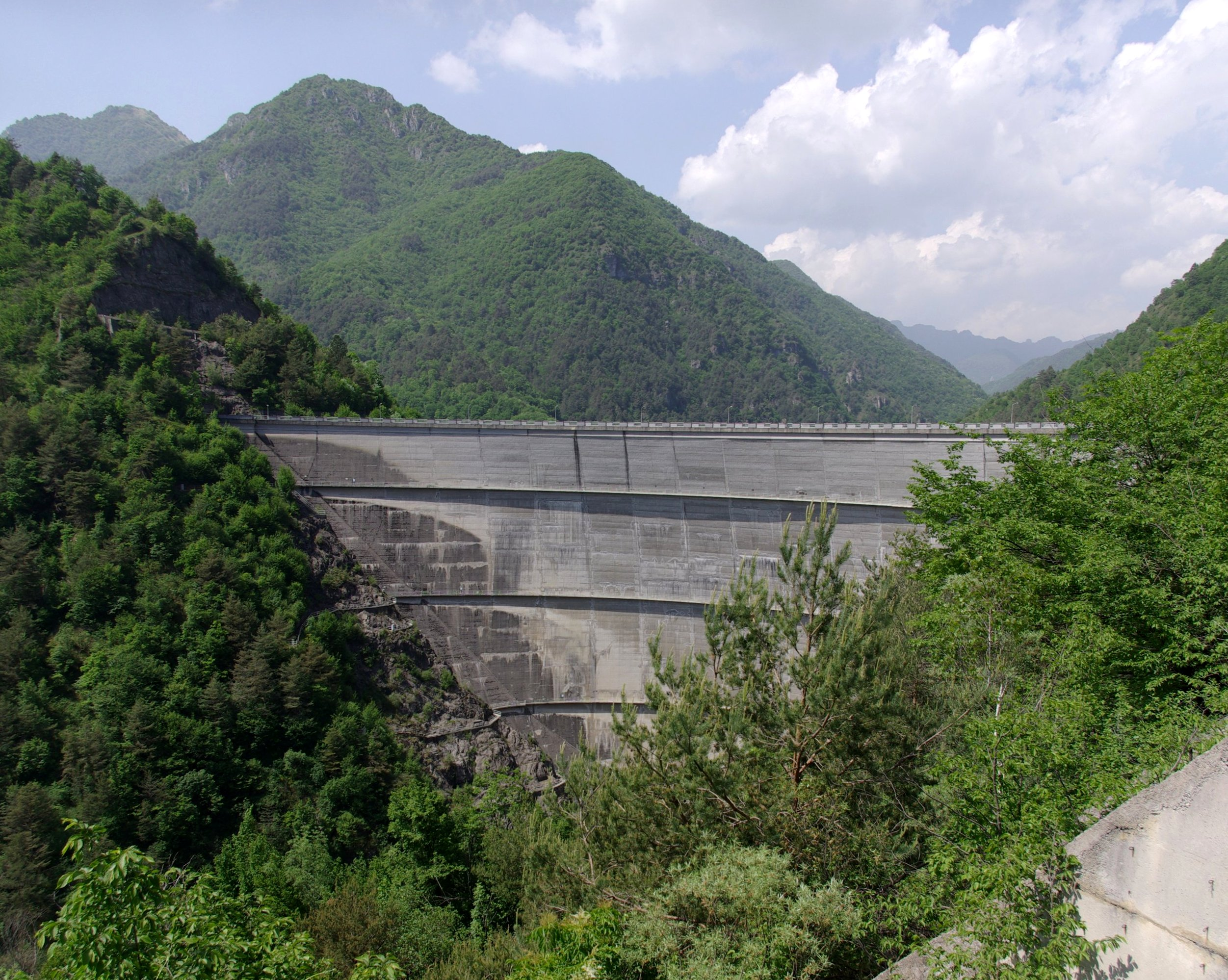
Staumauer, Mai 2009
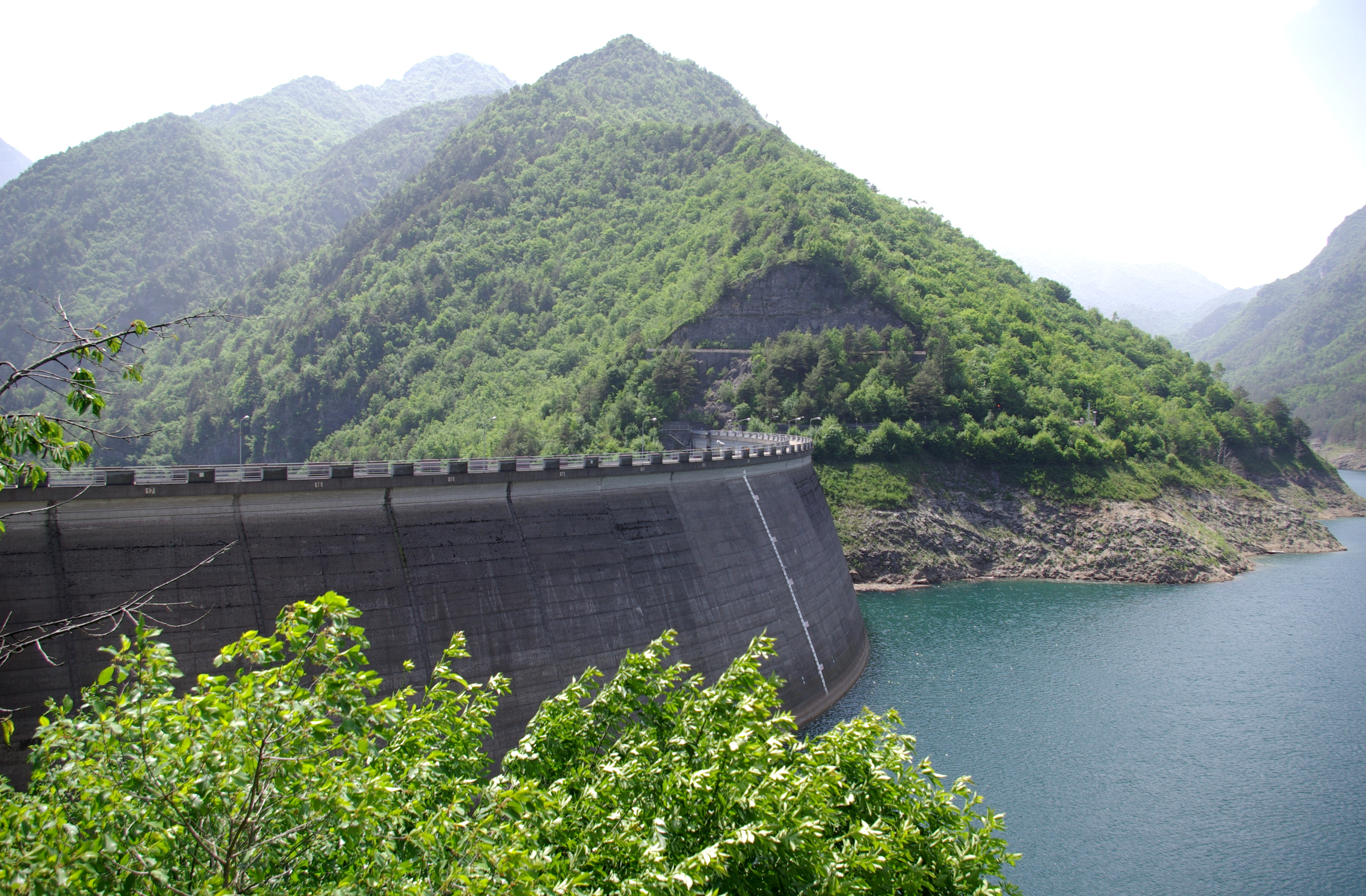
Staumauer, Mai 2009
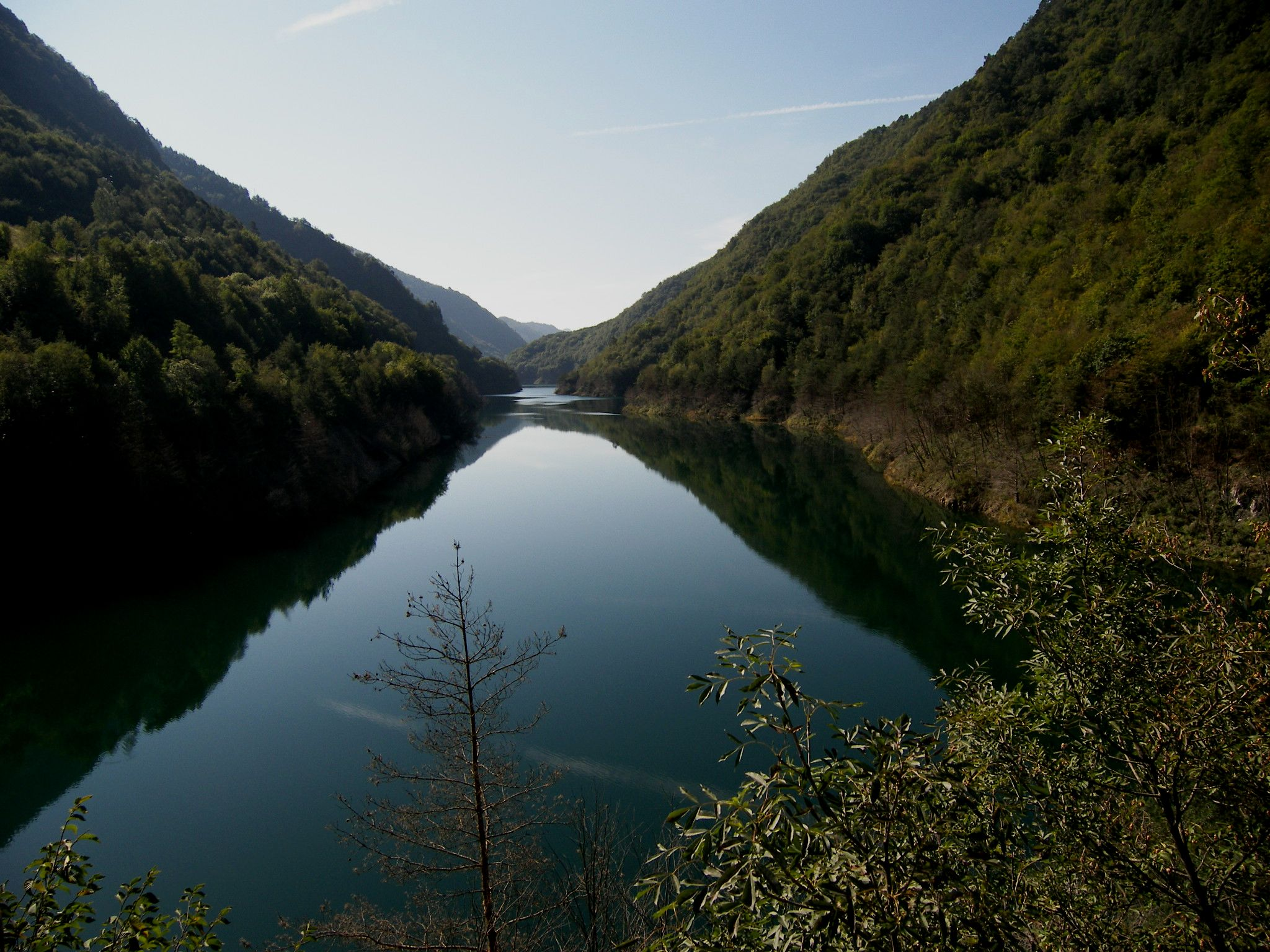
Blick über den See, September 2006
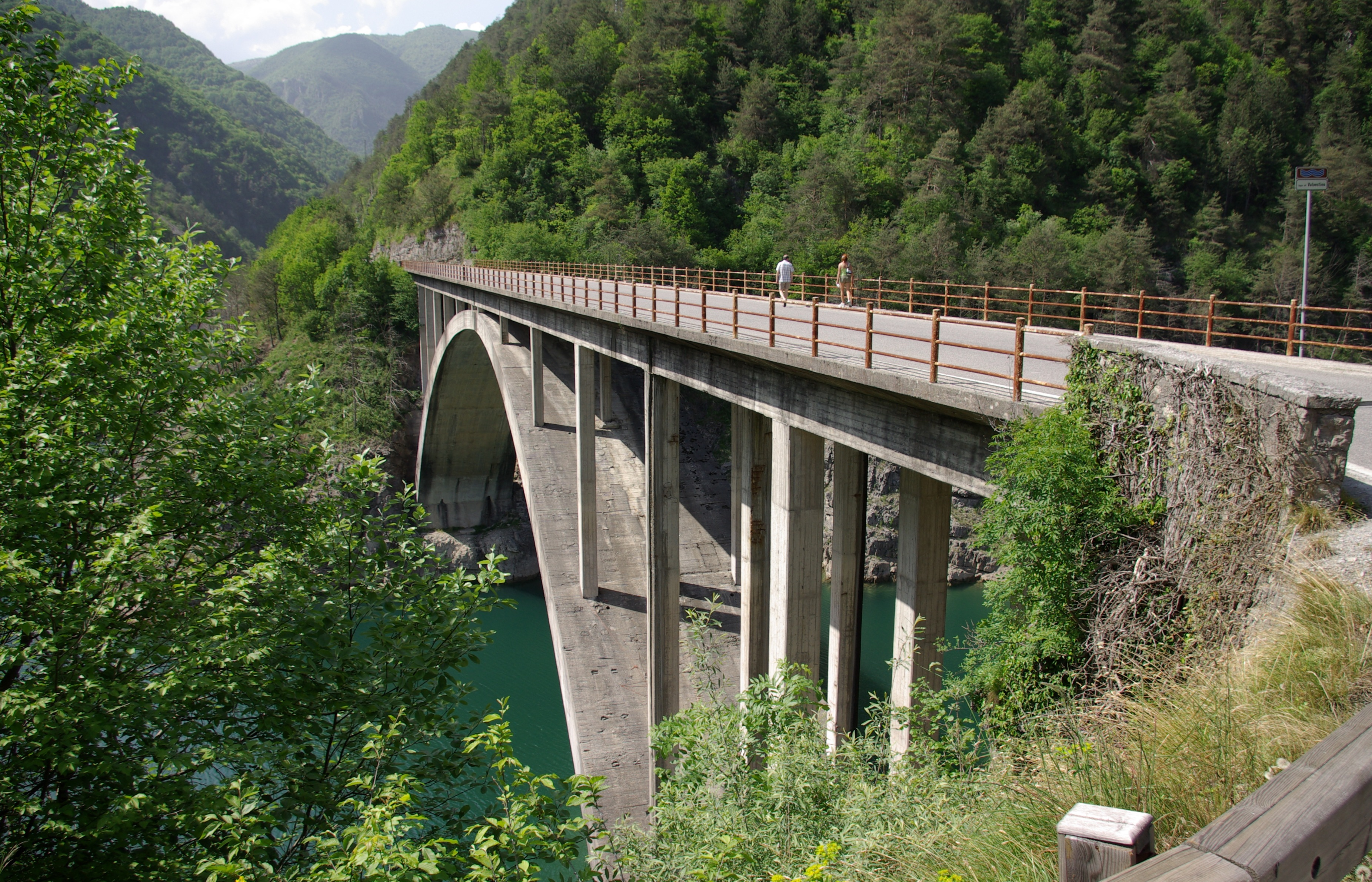
Nördliche Brücke über den Lago di Valvestino, Mai 2009
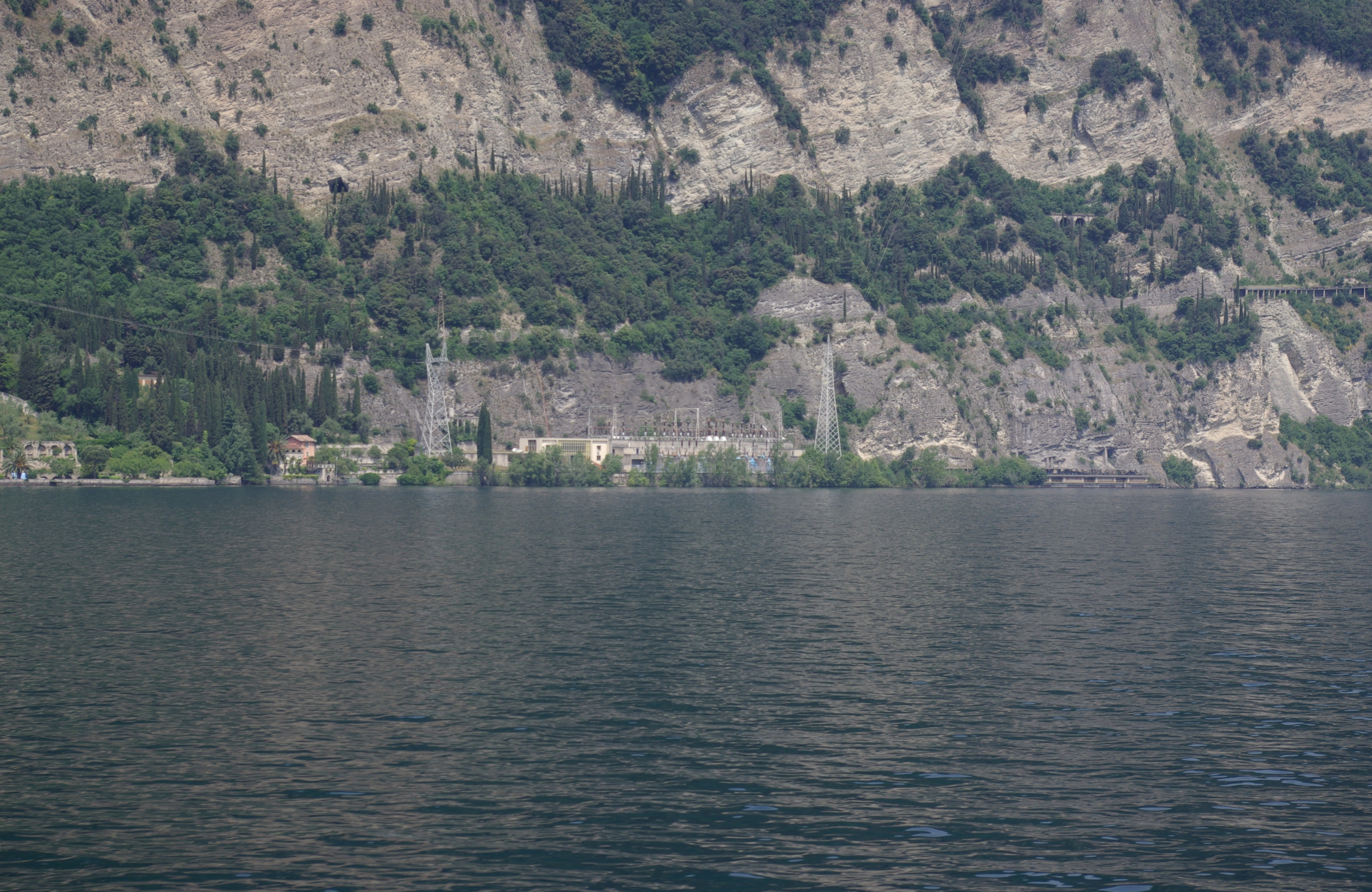
Das Elektrizitätswerk in Gargnano, Mai 2009